# Білоріцьк (Омутнінський район)
Білорі́цьк (рос. Белорецк) — селище у складі Омутнінського району Кіровської області, Росія. Входить до складу Залазнинського сільського поселення.
Населення становить 617 осіб (2010, 725 у 2002).
Національний склад станом на 2002 рік — росіяни 96 %.